# 園原健弘
園原 健弘 （そのはら たけひろ、1962年11月9日 - ）は、日本の陸上競技選手。実業家。五輪選手。ウォーキングプロデューサー。散歩指導者。散歩評論家。元陸上日本代表。元アシックス社員。

## 人物
30,000m競歩及び2時間競歩の日本記録保持者。現役時代はアシックスに所属。
長野県阿智村出身。
長野県飯田高等学校、明治大学農学部農芸化学科に進む。大学時代は箱根駅伝にも出場した。日本陸上競技選手権大会優勝など大きな大会で活躍した。
1992年、バルセロナオリンピック日本代表になり、男子50キロ競歩に出場した。現在は、散歩指導者として活躍、講演活動も行っている。その後、2002年にオーツサプライズの設立に参画した。